# أتيليو كريماششي
أتيليو كريماسكي آويارزون (8 مارس 1923 - 3 سبتمبر 2007) كان لاعب كرة قدم تشيلي لعب لنوادي أونيون إسبانيولا وكولو كولو ورينجرز التشيلي وفي المنتخب التشيلي لكرة القدم في كأس العالم 1950 في البرازيل.

## الألقاب
- Unión Española 1943 and 1951 (بطولة تشيلي)
- كولو كولو 1953 و1956 (بطولة تشيلي)

## روابط خارجية
- الملف الشخصي في Colo Colo.cl Profile at